# Psametik I.
Vahibre Psametik I. (starogrško starogrško Ψαμμήτιχος,  Psammetihos) je bil prvi od treh saiških faraonov (Šestindvajseta egipčanska dinastija), ki je vladal od leta 664 do 610 pr. n. št., * ni znano, † 610 pr. n. št.
Politina tvorba, ki so jo Grki imenovali dodekarhija, je bila  ohlapna konfederacija dvanajstih egipčanskih ozemelj,  istovetnih s tradicionalnimi nomi. Na njen vrh se je leta 664 pr. n. št. povzpel Psametih I. in ustanovil Saiško dinastijo. 
V hieroglifskih virih so zapisi, da je asirski kralj Asarhadon izbral  dvajset lokalnih knezov, ki jih je potrdil kralj Asurbanipal,  da bi v njegovem imenu vladali v asirskem delu Egipta. Na čelo teh knezov je postavil Psametika I., sina  Neka I.  in kraljice Istemabet. Zgleda, da so bili med Egipčani pod asirsko okupacijo bolj kot Psametik I. priljubljeni Nubijci, ki so vladali v Gornjem Egiptu.  
Neko I. je umrl med vojno leta 664 pr. n. št., v kateri je  kušitski faraon Tantamani neuspešno poskušal izgnati Asirce in prevzeti oblast v Spodnjem Egiptu. Psametiku I. je v prvih desetih letih  vladanja uspelo izgnati Asirce in ponovno združiti Egipt pod enim vladarjem. 

## Vojni pohodi
Psametik I. je marca 656 pr. n. št. z močnim vojnim ladjevjem odplul po Nilu navzgor  proti Tebam.  V Tebah je Amonovo božjo ženo Šepenupet  II. prisilil, da je za svojo naslednico imenovala  njegovo hčerko Nitokris I. Psametikova  zmaga in osvojitev Teb  je izbrisala še zadnje sledi oblasti nubijske Petindvajsete dinastije v Gornjem Egiptu. Nitokris I. je ostala na svojem položaju celih 70 let do svoje smrti leta 585 pr. n. št.
Ostro je ukrepal proti vsem lokalnim princem, ki so se upirali združitvi Egipta. V desetem ali enajstem letu vladanja je premagal  libijske maroderje, kar omenja napis na steli v oazi Dahla. Med njegovo 54 let dolgo vladavino se je Egipt ponovno razcvetel. Faraon je vzdrževal tesne stike s starodavno Grčijo in spodbujal grške priseljence k ustanavljanju kolonij in služenju v egipčanski vojski. Nekaj Grkov je naselil v Tahpanhesu (Dafne).

## Odkrivanje izvora jezika
Grški zgodovinar Herodot je zapisal pripoved o Psametiku I. (Zgodbe 2.2), ki jo je slišal med svojom potovanjem po Egiptu. 
Psametik je poskušal odkriti izvor jezika tako, da je naredil poskus z dvema otrokoma. Dva novorojenca je dal v oskrbo pastirju z navodilom, da ne govori z nobenim od njiju. Oba naj hrani in skrbi zanju in zapiše njune prve besede. Faraon je predpostavil, da bo na ta način ugotovil izvor jezika vseh ljudi. Ko je prvi otrok z razširjenimi rokami  izgovoril besedo βεκός (bekós), je pastir ugotovil, da je beseda frigijska, ker je zvenela kot frigijska beseda za kruh. Iz tega je zaključil, da so najstarejše ljudstvo Frigijci in da je frigijski jezik izvorni jezik vseh ljudi.  
Herodotova zgodba ni potrjena  v nobenem primarnem viru.

## Družina
Psamtetikova glavna žena je bila Mehitenvesket, hčerka vezirja severa in visokega Atumovega svečenika Harsieseja iz  Heliopolisa. Zakonca sta bila starša faraona Neka II., Marneit in božanske Amonove žene Nitokris I.

## Odkritje Psametikovega kipa
Marca 2017 so egiptovski in nemški arheologi v Heliopolisu v Kairu odkrili kolosalen kip iz kvarcita, visok 7,9 m. Najprej so odkrili podstavek, spodnji del glave in krono.
Gravure na podstavku kipa  z omembo Psametikovega imena so potrdile, da je kip Psametikov.
Kolosalni kip je oblikovan v klasičnem slogu obdobja okoli leta 2000 pr. n. št. Iz do zdaj odkritih okoli 6.400 fragmentov kipa je moč sklepati, da je bil v nekem neznanem obdobju namerno uničen. Nekaj razpokanih in razbarvanih fragmentov priča,  da so bili segreti na visoko temperaturo in politi z mrzlo vodo. Takšen način je bil značilen za uničevanje starodavnih kolosov.